# الصفع السعيد
كان الصفع السعيد عبارة عن بدعة نشأت في المملكة المتحدة في عام 2005 تقريبًا، حيث يقوم شخص أو أكثر ممن لديهم شعور بالملل بمهاجمة الضحية بغرض تسجيل الهجوم (عادة باستخدام كاميرا هاتف أو هاتف ذكي). على الرغم من أن المصطلح يشير عادةً إلى أعمال عنف بسيطة نسبياً مثل ضرب الضحية أو صفعها، إلا أن الجرائم الأكثر خطورة مثل القتل العمد للمتقاعد والاعتداء الجنسي قد صنفت على أنها «صفع سعيد» من قبل هيئة الإذاعة البريطانية.

## استخدامها مع تكنولوجيا الفيديو
إن سهولة توفر كاميرات الفيديو وتوافرها بشكل عام في الهواتف المحمولة يعني أن مثل هذه الهجمات لا تحتاج إلى التخطيط لها بعناية مسبقاً ويمكن مشاهدتها وتداولها بسهولة للترفيه. يعتقد بعض المعلقين السياسيين والإعلاميين أن هذا الجنون مستوحى من برامج تلفزيونية مثل جاكاس، ديرتي سانشيز وبومفيتس.

## تاريخها
بدأ «الصفع السعيد» في جنوب لندن بورو لويسهام  في شكل يُعرف باسم «الصفع السعيد تي في»، حيث يتم تسجيل مقطع فيديو صفع سعيد، ثم يشاهده مجموعة من الأشخاص مثل تي في شو، ولكن في شكل صور مركبة. ويتم تداول مقاطع الفيديو الخاصة بـالصفع السعيد عبر البلوتوث على الهواتف المحمولة. أول مقال صحفي استخدم عبارة الصفع السعيد «أفلام المتنمرون تحارب عبر الهاتف»، الذي نشر في ملحق التايمز التعليمي في 21 يناير 2005، حيث وصف المراسل مايكل شو روايات المعلمين عن الجنون في مدارس لندن.
وصف غاري مارتن، الذي كتب على موقع "The Phrase Finder"، الظاهرة بأنها: "هجمات غير مستفزّة على أشخاص ارتكبت من أجل تسجيل الحدث، وخاصة صدمة الضحية والمفاجأة التي يتعرض لها، من خلال فيديو على الهواتف.
كتب مارتن أن الصفع السعيد "بدأ كجنون شباب في المملكة المتحدة في أواخر عام 2004. الأطفال أو المارة الذين صُفعوا أو سُرقوا بطريقة أو بأخرى من قبل مجموعة من الشباب، بينما يقوم آخرون بتسجيل الحدث من خلال فيديو ثم توزيعه عن طريق الهاتف أو الإنترنت. في البداية كانت الهجمات-كما تقول العبارة- مزاحات بسيطة إلى حد ما... مع انتشار الجنون أصبحت الهجمات أكثر شراسة؛ اعتداءات خطيرة والتي معروفة في كثير من الأحيان في الأوساط القانونية بأنها ضرر جسدي خطير.